# Retrato de hombre joven
Retrato de hombre joven fue pintado por Velázquez en fecha indeterminada que una parte de la crítica sitúa antes del primer viaje a Italia, entre 1623 y 1629, y López-Rey retrasa a 1630-1631. 

## Historia
Fue adquirido en Madrid en 1694 para Juan Guillermo del Palatinado por mediación de su representante diplomático en Madrid, Enrique Wiser. El cuadro pasó a formar parte de su colección en Düsseldorf. En 1806 pasó a la Hofgartengalerie de Múnich y desde 1836 a su actual ubicación en la Alte Pinakothek de Múnich.

## Descripción del cuadro
El lienzo, inacabado, representa a un hombre joven en media figura con traje negro y golilla blanca. La mano derecha se apoya escorzada en la cintura mientras que la izquierda solo indicada mediante gruesos trazos negros sobre la preparación rojiza parece reposar en el pomo de una espada. A pesar de haberse dejado solo esbozadas las manos, José López-Rey sostiene que el cuadro podría considerarse acabado según los criterios de Velázquez, quien ocasionalmente dejaba fragmentos inacabados voluntariamente para subrayar la propia esencia del cuadro. Para Fernando Marías, que adelanta la fecha de su ejecución a 1626-1630, pudiera haber servido para estudiar nuevas fórmulas de composición e iluminación para ser aprovechadas más tarde en los retratos oficiales, que por su naturaleza se prestan menos a ese género de ensayos.
Los intentos de identificar al personaje representado -incluida la presunción de que pudiera tratarse de un autorretrato de juventud- han resultado vanos. Jonathan Brown sugiere que podría tratarse de un gentilhombre por la posición del brazo en jarras y la mano esbozada sobre la espada, que tiene por signos aristocráticos.

## Técnica
Lo inacabado del cuadro permite apreciar el método de trabajo de Velázquez, con el esbozo de la figura mediante trazos rápidos y gruesos, visibles en la mano, sobre los que encaja el vestido en forma de amplia mancha negra y la cabeza, que será lo primero en acabar. Luego aplica los toques de luz, con los que introduce los pliegues y dibuja las formas y el volumen, a la vez que rectifica los contornos. Por último dibuja el fondo, de modo que entre él y la figura queda una línea de contorno más o menos continua en la que aflora la base pictórica, responsable en última instancia de la apariencia que consigue en algunos de sus retratos de una luz interior. También se hacen perfectamente visibles a la derecha las manchas casuales que se encuentran en algunos otros de sus cuadros, y que parecen restos dejados por Velázquez al limpiar el pincel o probar los colores.